# غاري توماس (أستاذ جامعي)
غاري توماس (بالإنجليزية: Gary Thomas)‏ هو كاتب غير روائي ومتحدث تحفيزي أمريكي، ولد في 24 أكتوبر 1961 في بويالوب في الولايات المتحدة.